# Murtosa
Murtosa est une municipalité (en portugais : concelho ou município) du Portugal, située dans le district d'Aveiro et la région Centre.
La municipalité a été créée en 1926, par démembrement de la municipalité d'Estarreja.

## Géographie
La municipalité est géographiquement divisée en deux sections, séparées par la ria d'Aveiro.
La section principale, où se trouve la ville de Murtosa, est limitrophe :
- au nord-est, d'Estarreja,
- au sud, au-delà de la ria d'Aveiro, d'Albergaria-a-Velha et Aveiro.

L'autre section de la municipalité est limitrophe :
- au nord, d'Ovar,
- au sud, d'Aveiro,
- avec une façade maritime, à l'ouest, sur l'océan Atlantique.

## Démographie
| 1930   | 1960   | 1981  | 1991  | 2001  | 2004  |
| ------ | ------ | ----- | ----- | ----- | ----- |
| 13 310 | 12 328 | 9 816 | 9 579 | 9 458 | 9 657 |

## Subdivisions
La municipalité de Murtosa groupe 4 paroisses (freguesia, en portugais) :
- Bunheiro
- Monte
- Murtosa
- Torreira